# Красная зона (территория)
Красная зона (фр. Zone Rouge) — это территория на северо-востоке Франции, которая оказалась настолько повреждена боями Первой мировой войны, что была признана непригодной для проживания людей и ведения многих видов деятельности. Эта территория характеризуется большим количеством тел людей, животных и неразорвавшихся снарядов, которые до сих пор представляют опасность для человека. По этим причинам область была поделена на районы. Чем район был ближе к линии фронта, тем он становился более опасным. 

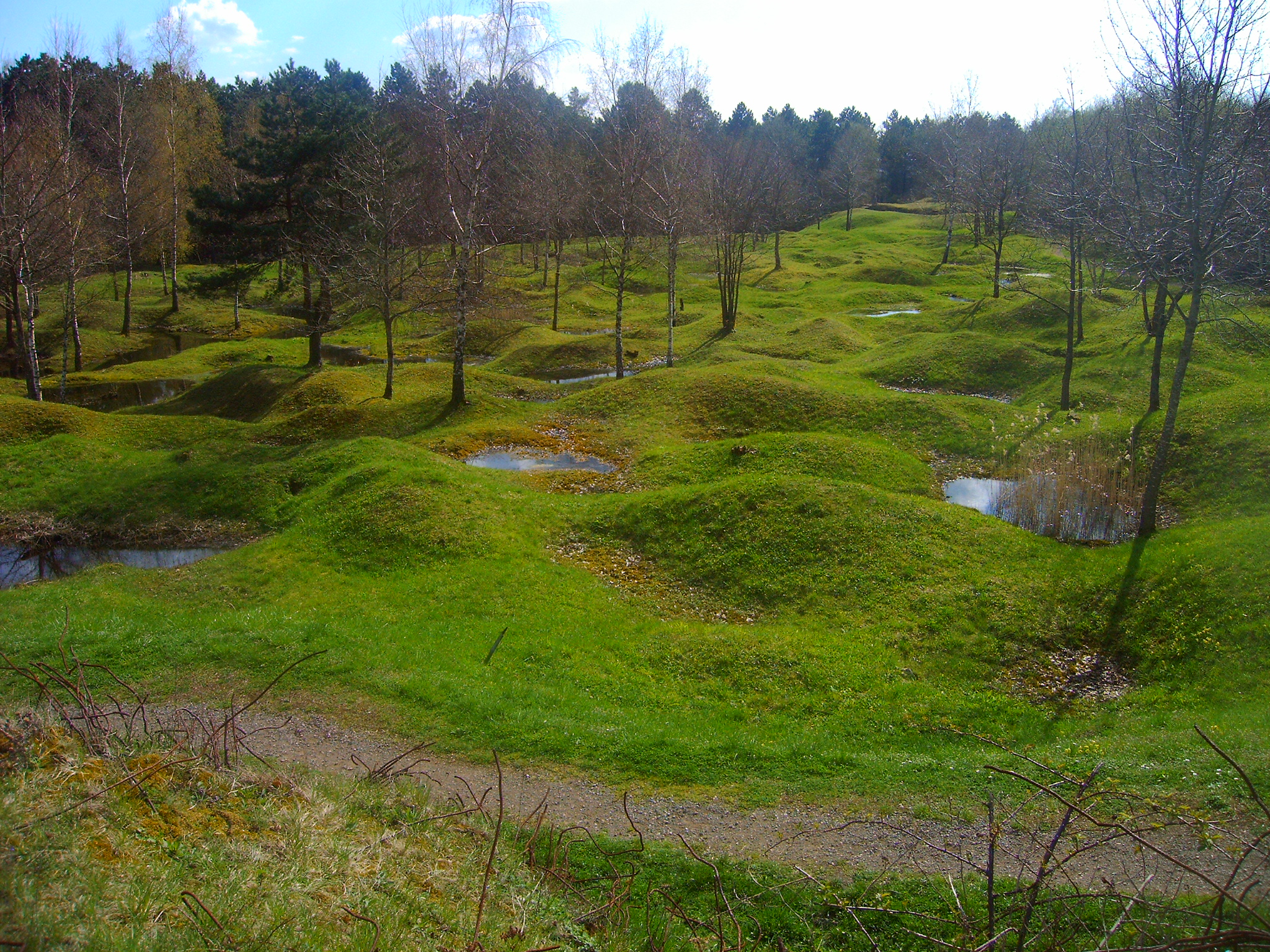
Поле битвы под Верденом.

## До войны
До войны эта территория представляла собой сельскохозяйственный ландшафт с небольшими деревнями. 

## Война
В 1916 году на этих землях начинает разгораться самая крупная битва за всю Первую мировую войну — битва при Вердене. Интенсивные бои и обстрелы навсегда изменили этот регион вокруг реки Маас. Ещё до битвы французские и немецкие войска накопили в этих районах большое количество боеприпасов, поэтому уже в ходе самого столкновения артиллерийские обстрелы не прекращались. Несколько месяцев напряжённых боёв привели к тому, что земля была буквально перепахана взрывами, а окопы под постоянными обстрелами преобразились с обеих сторон. 

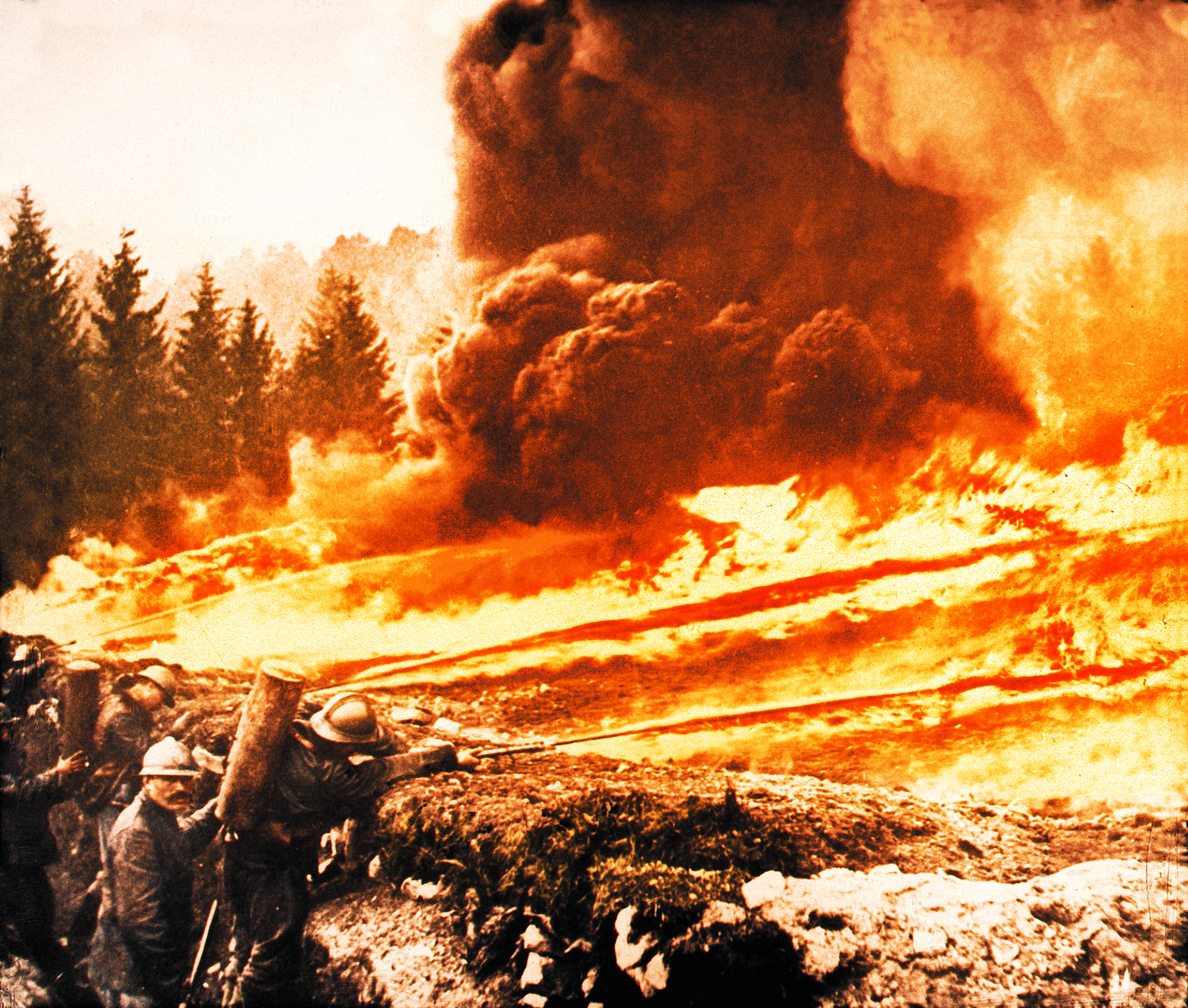
Применение огнеметов во время Верденского сражения.

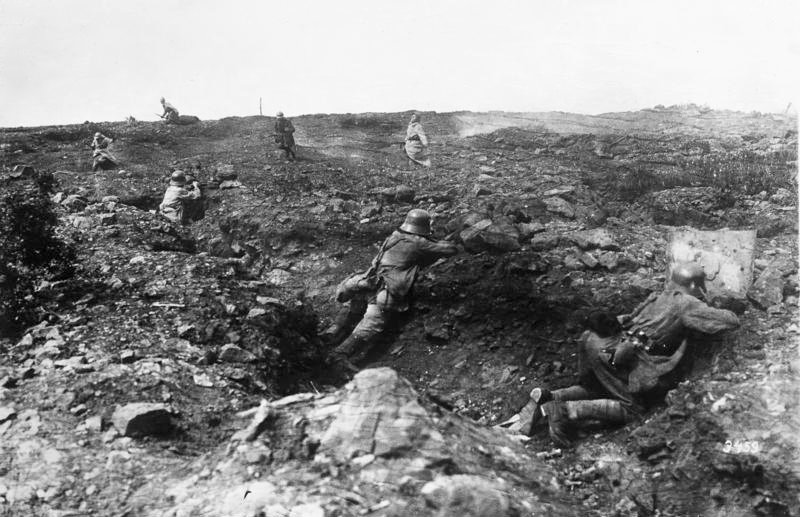
Бой между немецкими и французскими солдатами в опустошённом ландшафте.

## После войны
От боевых действий было полностью уничтожено 7 % территории Франции. Разрушению подверглись не только города и сёла, но и целые ландшафты. Большие территории стали напоминать лунный пейзаж. Эти земли не подлежали восстановлению, так как оставались очень опасными, поэтому в 1919 году правительство Франции начинает скупать участки, находившиеся в Красной зоне. В общей сложности сюда внесли 1200 км² французской территории. 

### Опасность

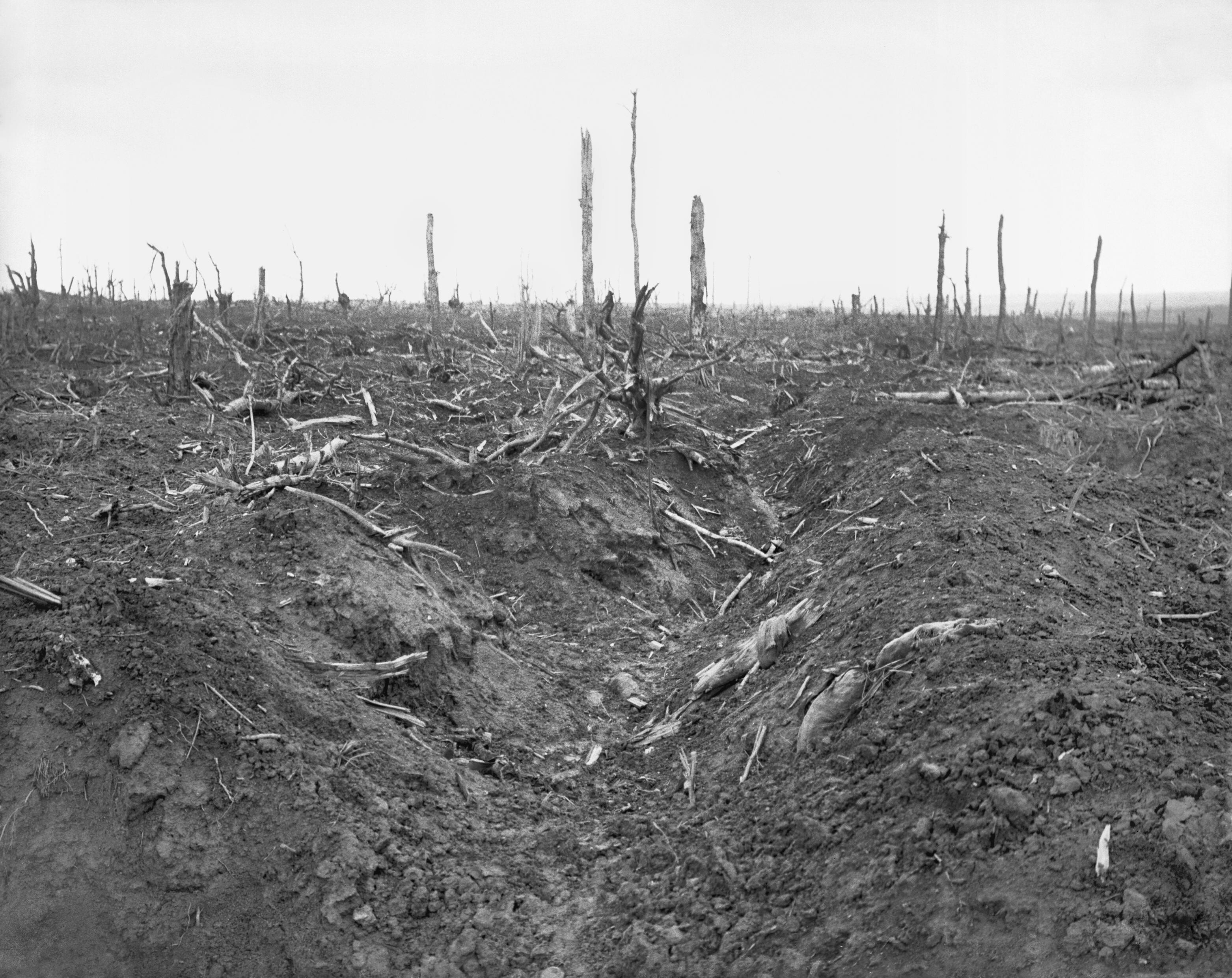
Остатки немецкой траншеи и леса Дельвиль вблизи Лонгваля (департамент Сомма, Франция).

Этот район усеян неразорвавшимися снарядами (в том числе множеством газовых), гранатами и ржавыми боеприпасами. Почвы были сильно загрязнены свинцом, ртутью, хлором, мышьяком (в 300 раз превышает допустимые значения), различными опасными газами, кислотами, а также останками людей и животных. На этой территории также располагалось множество складов боеприпасов, техники и химических заводов. 
С момента окончания войны по всей Франции и Бельгии от неразорвавшихся боеприпасов погибло по меньшей мере 900 человек, причём последние случаи смерти произошли в 1998 году. Это означает, что война всё ещё уносила жизни спустя 80 лет после вступления в силу соглашения о прекращении огня. 

#### Красная, жёлтая, зелёная и синяя зоны

Карта, показывающая территорию сразу после войны.

В конце 1918 года 4 тысячи муниципалитетов были полностью или частично опустошены на площади более 3 337 000 га в 10 департаментах. В 1919 году была представлена карта с несколькими уровнями «загрязнения»: 
1. Красные зоны — это зоны, соответствующие линиям фронта армий, где был сосредоточен основной урон. Почвы здесь самые загрязнённые, а автомобильная, железнодорожная и промышленная инфраструктура, а также мосты, порты и каналы, как правило, полностью разрушены.
2. Жёлтые зоны — это зоны, которые на короткое время были затронуты боевыми действиями.
3. Зелёные зоны — это зоны, которые характеризуются средним уроном. Здесь располагались или дислоцировались армии, склады боеприпасов и техники.
4. Синие зоны — это зоны, которые не подверглись разрушению.

## Возвращение жизни
Красная зона постепенно сокращается. Но до сих пор есть много участков, где сапёрам предстоит ещё очень долго работать. По разным подсчётам, эта работа займёт ещё 300—700 лет. Велико содержание в почве и опасных элементов. Бывшие поля сражений уже успели зарасти лесами, но разнообразие жизни в них куда скуднее, чем на «чистых» землях. 
Для восстановления районов был создан Департамент Разминирования. На протяжении десятилетий он занимался уменьшением площади Красной зоны, уничтожив сотни тысяч боеприпасов и химических снарядов. Помогают ему в этом французские фермеры, которые каждый год собирают огромное количество неразорвавшихся боеприпасов, колючей проволоки, шрапнели и пуль во время ежегодного «Железного урожая». 

## Примечания

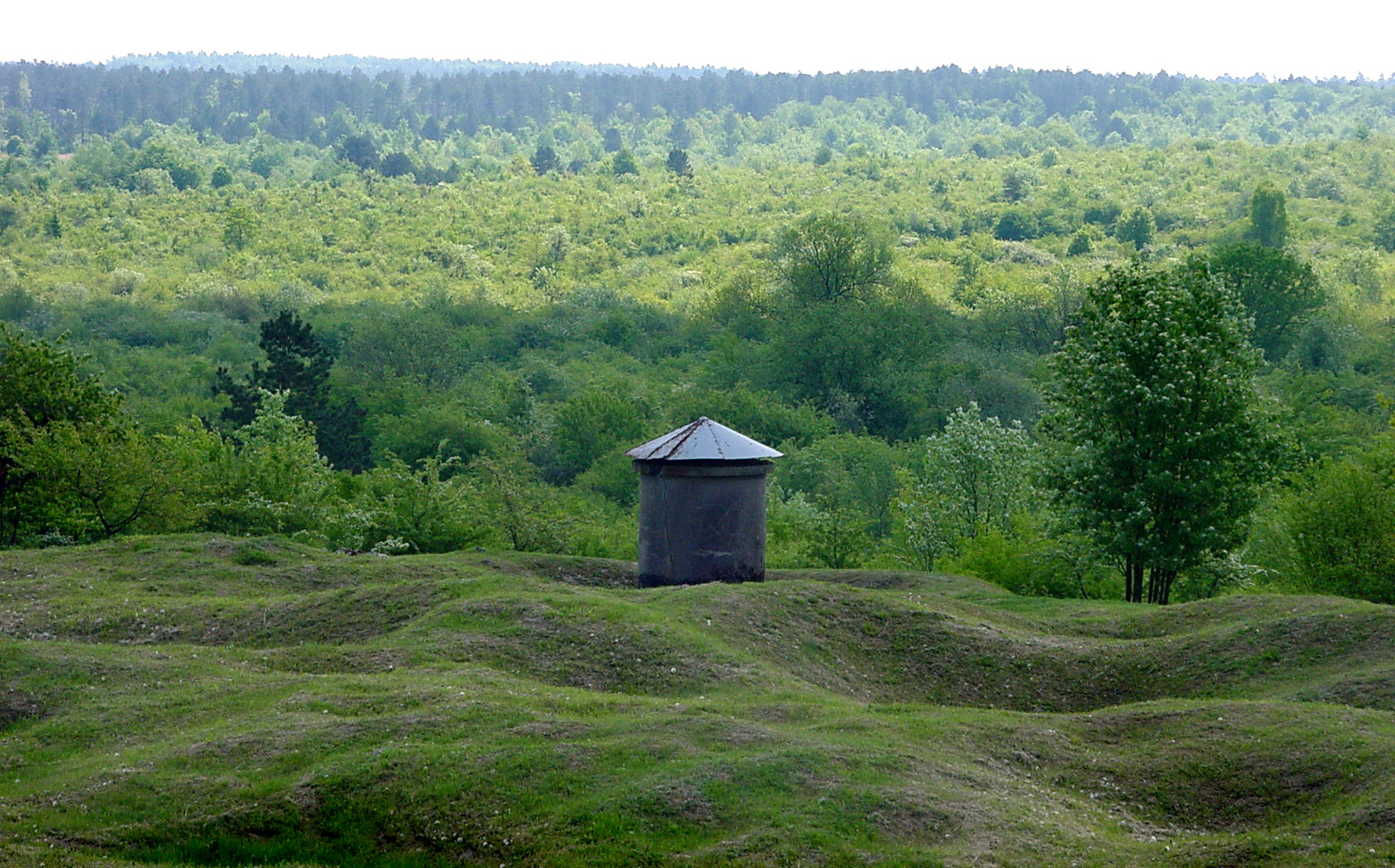
На переднем плане находится ещё не успевшая покрыться деревьями земля, а на заднем — нынешний лес возле Вердена.

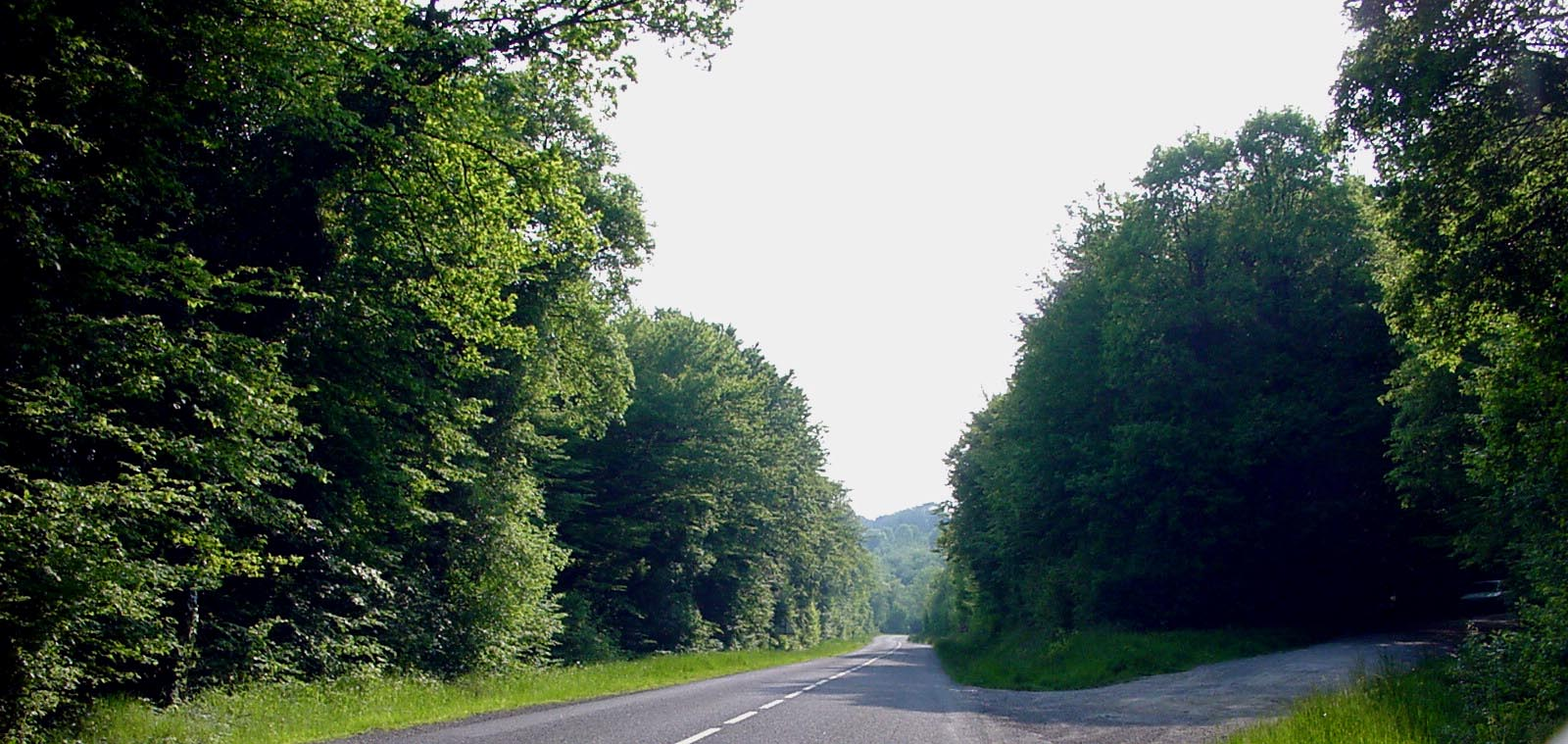
Современный лес возле Вердена, частично растущий на бывших полях сражений.